# Feldbahnen der Sandgruben von Nemours
| Feldbahnen der Sandgruben von Nemours                          | Feldbahnen der Sandgruben von Nemours |
| -------------------------------------------------------------- | ------------------------------------- |
| Feldbahn auf der Sandverladerampe am Canal du Loing in Nemours |                                       |
| Ehemaliger Streckenverlauf auf einer heutigen Karte            |                                       |
| Streckenlänge:                                                 | 15 km                                 |
| Spurweite:                                                     | 500 mm, 600 mm und 800 mm             |
|                                                                |                                       |

Die vierzehn Feldbahnen der Sandgruben von Nemours (französisch Réseau des Sablières de Nemours) führten mit einer Gesamtlänge von etwa 15 km und drei unterschiedlichen Spurweiten von 500 mm, 600 mm und 800 mm von mehreren Sandgruben und Untertage-Bergwerken zu einem Depot in Saint-Pierre-lès-Nemours und von dort zum Canal du Loing in Nemours.

## Geschichte
Der Sand des Nemours-Becken wurde im 20. Jahrhundert von mehreren Familienbetrieben für die Glasherstellung und als Formsand für Gießereien abgebaut. Anfangs wurden Pferdebahnen auf tragbaren Gleisen aus vorgefertigten Gleisjochen mit Metallschwellen verlegt. Sie wurden später durch fest verlegte Schienen auf Holzschwellen ersetzt, als immer stärkere und schwerere Lokomotiven eingesetzt wurden, um die die Rentabilität zu steigern.

## Streckenverlauf
Die Strecke von den Sandgruben Bonnevault und Gondonnieres bei Larchant nach Saint Pierre-les-Nemours war die wichtigste Strecke in diesem Gebiet und wahrscheinlich eine der ältesten.  Der Steinbruch scheint um 1857 und die Feldbahn vor 1885 angelegt worden zu sein. Sie wurde 1966 oder 1967 abgerissen.
Die Strecke der Familie Bellefille führte weiter südlich von den Sandgruben Les Brûlis und Les Vieilles Vignes bei Ormesson nach Nemours. Um dorthin zu gelangen, musste der Zug rückwärts durch die Straßen von Saint-Pierre-lès-Nemours fahren, die SNCF-Gleise überqueren, ein kleines Steinviadukt passieren, um schließlich an einem  großen, stählernen Verladerampe am Kanalufer anzukommen. Der letzte Streckenabschnitt wurde um 1950 entfernt, woraufhin Lastwagen den Sand zwischen vom Depot zum Kanal brachten. Das Unternehmen Bellefille, das diese Sandgruben betrieb, wurde von der Glasfabrik Destalle an der Meuse aufgekauft, die viel Sand brauchte.
Der Betrieb wurde von der Sandgrube in Nemours verwaltet, bis er um 1965 eingestellt wurde. Die Strecke wurde mit Koppel-Dampflokomotiven aus dem Baujahr 1908 betrieben sowie mit einer großen, dreiachsigen Campagne-Diesel-Lokomotive und einer Plymouth. Später wurden weitere kleinere Campagne-Loks zum Rangieren im Depot eingesetzt. Die Kippwagen waren ganz aus Holz, sehr kurz und konnten nur in einer Richtung gekippt werden (Bauart Girafe).

## Lokomotiven
Folgende Lokomotiven wurden auf den Feldbahnen eingesetzt:
| Nr. | Antrieb | Bauart    | Hersteller | Werks-Nr. | Baujahr | Leistung | Anmerkungen |
| --- | ------- | --------- | ---------- | --------- | ------- | -------- | ----------- |
|     | Dampf   | B n2t     | O&K        | 857       | 1902    | 60 PS    |             |
|     | Dampf   | B n2t     | O&K        | 7529      | 1914    | 50 PS    |             |
|     | Dampf   | B n2t     | O&K        | 6335      | 1913    | 50 PS    |             |
|     | Dampf   | B n2t     | O&K        | 6629      | 1913    | 50 PS    |             |
|     | Dampf   | B n2t     | O&K        | 2649      | 1908    | 40 PS    |             |
|     | Dampf   | B n2t     | O&K        | 6391      | 1913    | 60 PS    |             |
|     | Dampf   | B n2t     | O&K        |           |         |          |             |
|     | Dampf   | B n2t     | O&K        | 6729      | 1913    | 40 PS    |             |
|     | Dampf   | B n2t     | Jung       | 6019      | 1935    |          |             |
|     | Dampf   | B n2t     | Jung       | 7502      | 1937    |          |             |
|     | Dampf   | B n2t     | Jung       | 5552      | 1934    |          |             |
|     | Dampf   | 1’C’1 n2t | Baldwin    | 46625     | 1917    |          |             |
|     | Dampf   | 1’C’1 n2t | Baldwin    | 46632     | 1917    |          |             |
|     | Dampf   | 1’C’1 n2t | Baldwin    | 47134     | 1917    |          |             |
|     | Dampf   | 1’C’1 n2t | Alco-Cooke | 57146     | 1916    |          |             |
|     | Dampf   | 1’C’1 n2t | Alco-Cooke | 57133     | 1916    |          |             |
|     | Dampf   | B n2t     | Borsig     | 10144     | 1917    |          |             |
| 11  | Motor   | B         | Billard    | 178       |         |          |             |
| 12  | Motor   | B         | Billard    | 182       |         |          |             |
| 13  | Motor   | B         | Billard    |           |         |          |             |
| 14  | Motor   | B         | Billard    | 203       |         |          |             |
| 15  | Motor   | B         | Billard    | 200       |         |          |             |
| 16  | Motor   | B         | Billard    |           |         |          |             |
| 17  | Motor   | B         | Billard    | 10296     |         |          |             |
| 18  | Motor   | B         | Billard    |           |         |          |             |
| 19  | Motor   | B         | Billard    |           |         |          |             |
|     | Diesel  | 2 G A     | Plymouth   | 5131      |         |          |             |
|     | Motor   | C         | Campagne   | 5214      |         |          |             |
|     | Diesel  | C         | Campagne   |           |         | 37 PS    |             |
|     | Diesel  | C         | Campagne   |           |         | 18 PS    |             |
|     | Diesel  | C         | Campagne   | 1166      |         | 20 PS    |             |
|     | Motor   | C         | Campagne   |           |         |          |             |
|     | Motor   | C         | Campagne   |           |         |          |             |
|     | Diesel  | C         | Campagne   | 4075      |         |          |             |